# Backmätare
Scotopteryx, ibland benämnt som backmätare på svenska, är ett släkte av fjärilar som beskrevs av Jacob Hübner 1825. Scotopteryx ingår i familjen mätare, Geometridae.. De är medelstora, slanka, bruna mätare. Släktet har sin utbredning i den palearktiska regionen.

## Dottertaxa tillScotopteryx, i alfabetisk ordning[2][1]
- Scotopteryx acutangulata Inoue, 1941
- Scotopteryx adornata Staudinger, 1896
- Scotopteryx africana Warren, 1911
- Scotopteryx albiclausa Warren, 1897
- Scotopteryx alfacaria Staudinger, 1859
  - Scotopteryx alfacaria albarracina Zerny, 1926
- Scotopteryx alpherakii Erschoff, 1877
- Scotopteryx alumna Prout, 1925
- Scotopteryx appropinquaria Staudinger, 1892
- Scotopteryx arthuri Prout, 1939
- Scotopteryx bipunctaria Schiffermüller, 1775
  - Scotopteryx bipunctaria cretata Prout, 1937
- Scotopteryx burgaria Eversmann, 1843
- Scotopteryx caucasica Niesiolowski, 1937
- Scotopteryx chenopodiata Linnaeus, 1758,  Vickerbackmätare
  - Scotopteryx chenopodiata siberica Bang-Haas, 1907
- Scotopteryx coarctaria Schiffermüller, 1775, Strimbackmätare
  - Scotopteryx coarctaria infuscata Staudinger, 1871
- Scotopteryx coelinaria Graslin, 1863
  - Scotopteryx coelinaria gerardini Oberthür, 1907
- Scotopteryx crenulimargo Prout, 1925
- Scotopteryx crypsichroma Warren, 1907
- Scotopteryx dentilinea Dognin, 1914
- Scotopteryx diniensis Neuberger, 1906
- Scotopteryx diplocampa Prout, 1917
- Scotopteryx duplicata Warren, 1853
  - Scotopteryx duplicata subfimbriata Prout, 1917
- Scotopteryx elbursica Bytinsky-Salz & Brandt, 1937
- Scotopteryx elongata Dognin, 1904
- Scotopteryx emanata Dognin, 1893
- Scotopteryx epipercna Prout, 1913
- Scotopteryx euboliata Warren, 1905
- Scotopteryx eurypeda Prout, 1937
- Scotopteryx ferridotata Walker, 1863
- Scotopteryx fissiferata Walker, 1862
- Scotopteryx fulminata Dognin, 1893
- Scotopteryx fuscofasciata Brandt, 1938
  - Scotopteryx fuscofasciata subardua Wiltshire, 1949
  - Scotopteryx fuscofasciata zoroaster Wiltshire, 1949
- Scotopteryx horismodes Prout, 1913
- Scotopteryx inflexa Dognin, 1914
- Scotopteryx integraria Staudinger, 1892
- Scotopteryx junctata Staudinger, 1882
- Scotopteryx kashghara Moore, 1878
- Scotopteryx kiminaiana Matsumura, 1925
- Scotopteryx lamprammodes Prout, 1911
- Scotopteryx langi Christoph, 1885
- Scotopteryx leucocypta Hampson, 1902
- Scotopteryx luridata Hufnagel, 1767, Gråstreckad backmätare
- Scotopteryx miljanovskii Viidalepp, 1977
- Scotopteryx moeniata Scopoli, 1763, Skuggbackmätare
  - Scotopteryx moeniata modesta Lempke, 1967
- Scotopteryx mucronata Scopoli, 1763, Gulstreckad backmätare
  - Scotopteryx mucronata scotica Cockayne, 1940
- Scotopteryx nasifera Warren, 1888
- Scotopteryx nebulata Bang-Haas, 1907
- Scotopteryx obvallaria Mabille, 1866
- Scotopteryx octodurensis Favre, 1903
  - Scotopteryx octodurensis aelptes Prout, 1937
  - Scotopteryx octodurensis decolor Schwingenschuss, 1939
  - Scotopteryx octodurensis ibera Prout, 1937
  - Scotopteryx octodurensis lozerae Herbulot, 1957
- Scotopteryx peribolata Hübner
  - Scotopteryx peribolata culoti Schawerda, 1932
- Scotopteryx perplexaria Staudinger, 1892
- Scotopteryx petrogenes Prout, 1922
- Scotopteryx pinnaria Christoph, 1888
- Scotopteryx plumbaria Fabricius, 1775
  - Scotopteryx plumbaria pseudomucronata Heydemann, 1941
- Scotopteryx proximaria Rambur, 1833
- Scotopteryx pulchrata Alphéraky, 1883
- Scotopteryx ratona Dognin, 1896
- Scotopteryx roesleri Vojnits, 1973
- Scotopteryx roseicilia Hampson, 1895
- Scotopteryx roseifascia Hampson, 1895
- Scotopteryx sartata Alphéraky, 1883
- Scotopteryx similaria Leech, 1897
- Scotopteryx sinensis Alphéraky, 1883
- Scotopteryx sinuosa Wiltshire, 1970
- Scotopteryx sterilis Prout, 1938
- Scotopteryx subvicinaria Staudinger, 1892
  - Scotopteryx subvicinaria libanaria Prout, 1914
- Scotopteryx superjecta Prout, 1910
- Scotopteryx supproximaria Staudinger, 1892
- Scotopteryx transbaicalica Djakonov, 1955
- Scotopteryx vicaria Walker, 1863
- Scotopteryx vicinaria Duponchel
  - Scotopteryx vicinaria brunnescens Prout, 1914
- Scotopteryx vittistrigata Prout, 1910